# Salamandra infraimmaculata
Espèce
Synonymes
- Salamandra maculosa var. infraimmaculata Martens, 1885
- Salamandra semenovi Nesterov, 1916
- Salamandra maculosa var. orientalis Wolterstorff, 1925

Statut de conservation UICN

 NT  : Quasi menacé
Salamandra infraimmaculata est une espèce d'urodèles de la famille des Salamandridae.

## Répartition
Cette espèce se rencontre en Turquie, en Syrie, au Liban, en Israël, en Irak et en Iran.

## Description
Cette espèce mesure jusqu'à 324 mm.

## Liste des sous-espèces
Sous-espèces selon Dubois & Raffaëlli, 2009 :
- Salamandra infraimmaculata infraimmaculata Martens, 1885
- Salamandra infraimmaculata orientalis Wolterstorff, 1925
- Salamandra infraimmaculata semenovi Nesterov, 1916

## Publications originales
- Martens, 1885 : Über Vorkommen und Zeichnungs-Varietäten von Salamandra maculosa. Sitzungsberichte der Gesellschaft Naturforschender Freunde zu Berlin, vol. 1884, p. 193-195 (texte intégral).
- Nesterov, 1916 : Tri novych chvostatych amfibii is Kurdistana. Annuaire du Musée Zoologique de l'Académie des Sciences de Petrograd, vol. 21, p. 1-30.
- Wolterstorff, 1925 : Katalog der Amphibien-Sammlung im Museum für Natur- und Heimatkunde. Erster Teil: Apoda, Caudata. Abhandlungen und Berichte aus dem Museum für Natur- und Heimatkunde zu Magdeburg, vol. 4, p. 231-310.